# Cromatogramma

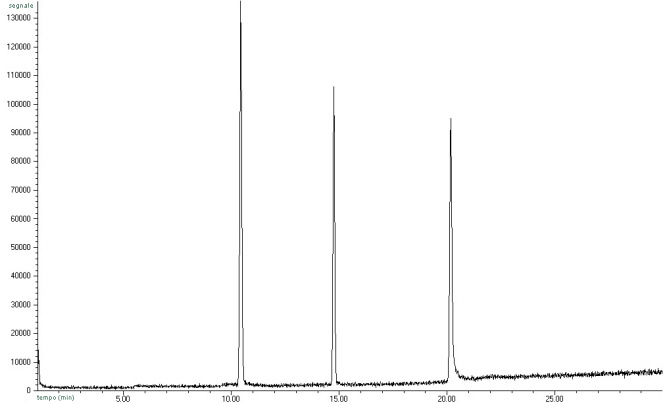
Esempio di cromatogramma di una miscela di tre sostanze

Un cromatogramma, in chimica, è il grafico prodotto da un'analisi cromatografica che correla la risposta del rivelatore del gascromatografo al tempo, ossia al volume di eluizione (se il flusso dell'eluente non è costante, il grafico del segnale rispetto al tempo non è uguale a quello che si ottiene riportandolo in termini di volume).
Consiste in una serie di picchi che rappresentano l'eluizione dei singoli analiti, separati dal processo cromatografico. Oggi è generato il più delle volte da software dedicati, che raccolgono il segnale del rivelatore e lo elaborano arrivando eventualmente a produrre anche il risultato dell'analisi cromatografica in termini di composizione per confronto dei tempi di ritenzione o delle proprietà degli analiti relativi ai singoli picchi.
Il successo di una separazione cromatografica è giudicato in base alla capacità del sistema di separare il picco di ogni analita presente nel campione da ogni altro.
All'interno del campione potrebbero esserci degli interferenti.
L'interferente è qualsiasi sostanza nella matrice che può generare una variazione del segnale (intensificarlo o diminuirlo), avente lo stesso tempo di ritenzione dell'analita da analizzare.
Si riesce a visualizzare l'interferente nel cromatogramma in quanto avrà un picco che ha un tempo di uscita vicino a quello dell'analita di interesse.
Un parametro che permette di evitare il problema delle interferenze è la risoluzione che è in funzione della distanza tra i picchi e la loro l'ampiezza.
È possibile una risoluzione quando il fattore di risoluzione (Rs) corrisponde ad un valore pari a 1, 5.
Il fattore di risoluzione  è calcolato dalla differenza dei tempi di ritenzione dei due picchi fratto l'ampiezza di ciascun picco analizzato.
RS = Tr2 -Tr1 / ampiezza picco1+ampiezza picco2
Secondo i criteri di accettabilità possono essere considerati anche valori inferiori a 1, 5, dipende dai dati della letteratura, dall'esperienza dell'analista etc.